# John Bigler
Pour les articles homonymes, voir Bigler.
John Bigler, né le 8 janvier 1805 à Carlisle (Pennsylvanie) et mort le 29 novembre 1871 à Sacramento (Californie), est un avocat, journaliste, diplomate et homme politique américain membre du Parti démocrate. 2e président de l'Assemblée de l'État de Californie de février 1850 à mai 1951, il est par la suite le 3e gouverneur de Californie du 8 janvier 1852 au 9 janvier 1856 et 9e ambassadeur des États-Unis au Chili, du 5 octobre 1857 au 4 octobre 1861. Son frère, William Bigler, fut gouverneur de Pennsylvanie.

## Biographie
Bigler est né au début de l'année 1805 à Carlisle, en Pennsylvanie. Ayant commencé à travailler dans l'imprimerie dès son plus jeune âge, Bigler, tout comme son frère cadet William, n'a jamais reçu d'éducation formelle, mais Bigler a pris sur lui d'éduquer son jeune frère. En 1831, les deux frères s'installent à Bellefonte, dans le comté de Centre, pour acheter le journal local Centre Democrat, affilié à Andrew Jackson, où l'aîné John assume les fonctions de rédacteur en chef. Bigler travaille comme rédacteur en chef jusqu'en 1835, date à laquelle il vend la publication pour étudier le droit.
Lorsque la nouvelle de la ruée vers l'or californien arrive sur la côte est au milieu de l'année 1848, Bigler, qui est maintenant un avocat d'âge mûr, décide de partir pour la côte ouest afin d'y ouvrir un cabinet d'avocats. Voyageant par voie terrestre à bord d'un train à bœufs, Bigler atteint Sacramento en 1849, mais découvre rapidement qu'il n'y a pas de poste d'avocat à pourvoir. Bigler commence à exercer une série de petits boulots, notamment comme commissaire-priseur, coupeur de bois et déchargeur de marchandises sur les quais de la ville, le long de la rivière Sacramento. Après avoir entendu parler de la première élection générale du territoire la même année, Bigler décide de se tourner vers la politique et entre à l'Assemblée de l'État de Californie en tant que démocrate, l'un des neuf membres représentant le district de Sacramento.

## Carrière politique
Dès son élection à la première session de la législature de l'État de Californie en 1849, Bigler connaît une ascension rapide au sein de l'Assemblée. En l'espace d'un an, il est élu président de l'Assemblée en février 1850 par la majorité démocrate de l'assemblée. Devenu l'un des législateurs les plus puissants de l'État, Bigler jouit d'une grande notoriété. Au cours de l'épidémie de choléra qui sévit à Sacramento en octobre 1850, Bigler contracte le choléra, conséquence directe du fait qu'il reste dans la ville et qu'il aide les médecins et les entrepreneurs de pompes funèbres.
En mai 1851, Bigler est désigné par la convention du parti démocrate à Benicia comme le choix du parti pour le poste de gouverneur lors de la première élection générale en Californie après l'accession au statut d'État. Le challenger de Bigler, Pierson B. Reading, du parti Whig, ridiculise Bigler en le présentant comme un Yankee du Nord bourru et mal poli, tandis que Reading se présente comme un pionnier du Sud, un gentleman éduqué.
Bigler se présente avec un programme explicitement anti-chinois. Il remporte l'élection avec un peu plus d'un millier de voix d'avance sur Reading, ce qui reste aujourd'hui l'élection gubernatoriale la plus serrée de l'histoire de la Californie.